# علي آيت فرحات
علي إدفلاون، واسمه الحقيقي آيت فرحات علي باللاتينية (Ali Ideflawen)، من مواليد 16 جانفي 1957 في تيميزارت (ولاية تيزي وزو، القبايل، الجزائر) هو ومغني وكاتب أغاني وموسيقي في الأغنية القبائلية، وعضو مؤسس للفرقة الغنائية أيدفلاون.
اسم الفنان علي إدفلوان يعني «علي الثلوج» باللغة الأمازيغية ، وهو معروف بأغنية «اجثيي أبريذ أذعذيغ» ما ترجمته "أفسحوا الطريق ودعوني أمر"، وهي أغنية نضالية اشتهرت أثناء الربيع الأمازيغي.

## سيرة شخصية
عاش علي إدفلاون طفولة معذبة للغاية. بعد وفاة والده، أحد مجاهدي جيش التحرير الوطني، قررت والدته العودة إلى قريتها الأصلية إيغيل مهني.
في فيفري 2022، تعرض ل «حظر مغادرة التراب الوطني» دون معرفة أسباب المنع في ذلك الوقت.